# Christian Haidinger

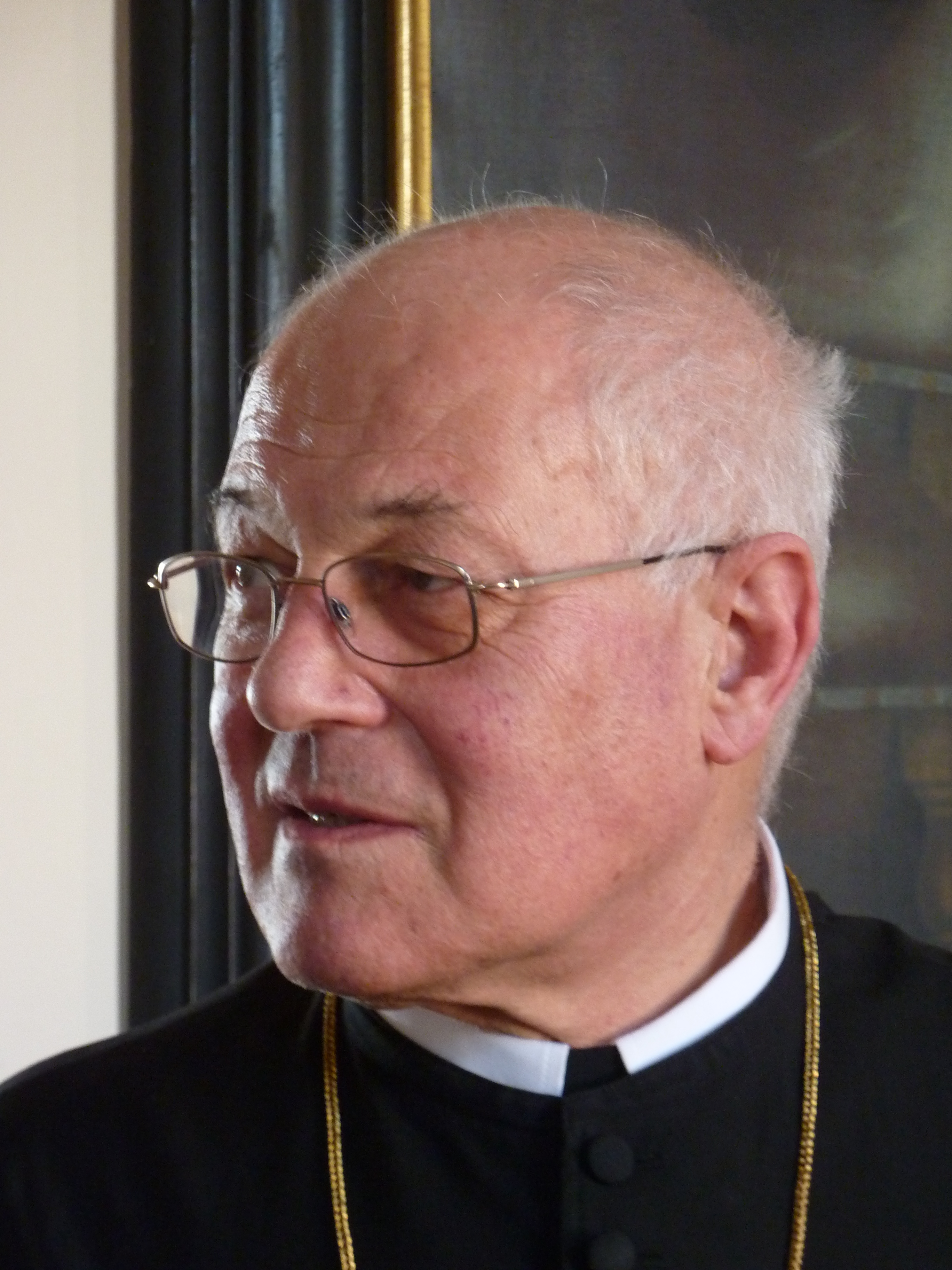
Christian Haidinger (2014)

Christian Haidinger OSB (* 12. März 1944 in Siezenheim) ist ein österreichischer Benediktiner-Abt und Erster Vorsitzender der Superiorenkonferenz der männlichen Ordensgemeinschaften Österreichs.

## Leben
Christian Haidinger trat nach seiner Matura am Stiftsgymnasium Kremsmünster im Jahr 1964 der Ordensgemeinschaft der Benediktiner im Stift Kremsmünster bei. 1965 legte er die Profess ab, 1968 die feierlichen Gelübde. Am 6. Juli 1969 empfing er durch Kardinal Benno Gut die Priesterweihe. Er studierte von 1966 bis 1970 Theologie am Päpstlichen Athenaeum Sant’Anselmo. Er war Pfarrer von Buchkirchen, seit 2000 Dechant des Dekanates Wels-Land und seit 2004 Generaldechant der Diözese Linz.
Am 9. Mai 2005 wurde er als Nachfolger von Bernhard Naber zum Abt des Stiftes Altenburg gewählt, dem er bis zu seinem 70. Geburtstag am 12. März 2014 vorstand. Am 11. September 2006 fand die Benediktion durch Bischof Klaus Küng statt, im selben Jahr wurde er Präsident von Klösterreich, einem Interessenverbund der Stifte, Klöster und Orden Österreichs, gewählt.
Nach dem Tod von Abtpräses Clemens Lashofer am 6. Juli 2009 leitete er als Erster Assistent des Abtpräses die Österreichische Benediktinerkongregation ad interim. Am 18. November 2009 wurde er durch ein außerordentliches Generalkapitel im Stift Kremsmünster zum Abtpräses gewählt und im Generalkapitel im Caniusiusheim Centrum in Horn am 26. Oktober 2011 bestätigt. Am 25. Oktober 2017 wurde Abt Johannes Perkmann, Benediktinerabtei Michaelbeuern, zu seinem Nachfolger als Abtpräses gewählt.
Am 25. November 2013 wurde Haidinger als Nachfolger von Propst Maximilian Fürnsinn zum Ersten Vorsitzenden der Superiorenkonferenz der männlichen Ordensgemeinschaften Österreichs gewählt. Am 6. Oktober 2015 stellte er in Linz sein Buch Geh, wohin ich dich sende! vor.
Haidinger sprach sich trotz der kirchlichen Klarstellung in Ordinatio sacerdotalis wiederholt für die Einführung des Frauenpriestertums in der römisch-katholischen Kirche aus.

## Auszeichnungen
- 2014: Goldenes Komturkreuz des Ehrenzeichens für Verdienste um das Bundesland Niederösterreich

## Veröffentlichungen
- Geh, wohin ich dich sende! Styria, Wien 2015, ISBN 978-3-222-13510-1.